# Кошаркашка репрезентација Ирана
Кошаркашка репрезентација Ирана је кошаркашки тим који представља Иран на међународним такмичењима и под контролом је Кошаркашког савеза Ирана.

## Учешћа на међународним такмичењима

### Олимпијске игре(2)
| Година | Позиција              | Ут.                   | Поб.                  | Пор.                  |
| ------ | --------------------- | --------------------- | --------------------- | --------------------- |
| 1936.  | Није учествовала      | Није учествовала      | Није учествовала      | Није учествовала      |
| 1948.  | 14.                   | 7                     | 2                     | 5                     |
| 1952.  | Није учествовала      | Није учествовала      | Није учествовала      | Није учествовала      |
| 1956.  | Није учествовала      | Није учествовала      | Није учествовала      | Није учествовала      |
| 1960.  | Није учествовала      | Није учествовала      | Није учествовала      | Није учествовала      |
| 1964.  | Није учествовала      | Није учествовала      | Није учествовала      | Није учествовала      |
| 1968.  | Није учествовала      | Није учествовала      | Није учествовала      | Није учествовала      |
| 1972.  | Није учествовала      | Није учествовала      | Није учествовала      | Није учествовала      |
| 1976.  | Није учествовала      | Није учествовала      | Није учествовала      | Није учествовала      |
| 1980.  | Није учествовала      | Није учествовала      | Није учествовала      | Није учествовала      |
| 1984.  | Није учествовала      | Није учествовала      | Није учествовала      | Није учествовала      |
| 1988.  | Није учествовала      | Није учествовала      | Није учествовала      | Није учествовала      |
| 1992.  | Није се квалификовала | Није се квалификовала | Није се квалификовала | Није се квалификовала |
| 1996.  | Није се квалификовала | Није се квалификовала | Није се квалификовала | Није се квалификовала |
| 2000.  | Није се квалификовала | Није се квалификовала | Није се квалификовала | Није се квалификовала |
| 2004.  | Није се квалификовала | Није се квалификовала | Није се квалификовала | Није се квалификовала |
| 2008.  | 11.                   | 5                     | 0                     | 5                     |
| 2012.  | Није се квалификовала | Није се квалификовала | Није се квалификовала | Није се квалификовала |
| 2016.  | Није се квалификовала | Није се квалификовала | Није се квалификовала | Није се квалификовала |
| Укупно | -                     | 12                    | 2                     | 10                    |

### Светска првенства
| Година | Позиција | Ут. | Поб. | Пор. |
| ------ | -------- | --- | ---- | ---- |
| 2010.  | 19.      | 5   | 1    | 4    |
| 2014.  | 20.      | 5   | 1    | 4    |
| 2019.  | 23.      | 5   | 2    | 3    |
| 2023.  | 31.      | 5   | 0    | 5    |
| Укупно | -        | 20  | 4    | 16   |

### Европска првенства(1)
| Година | Позиција | Ут. | Поб. | Пор. |
| ------ | -------- | --- | ---- | ---- |
| 1959.  | 17.      | 7   | 1    | 6    |
| Укупно | -        | 7   | 1    | 6    |

### Азијска првенства(17)
| Година | Позиција              | Ут.                   | Поб.                  | Пор.                  |
| ------ | --------------------- | --------------------- | --------------------- | --------------------- |
| 1973.  | 5.                    | 10                    | 4                     | 6                     |
| 1975.  | Није учествовала      | Није учествовала      | Није учествовала      | Није учествовала      |
| 1977.  | Није учествовала      | Није учествовала      | Није учествовала      | Није учествовала      |
| 1979.  | Није учествовала      | Није учествовала      | Није учествовала      | Није учествовала      |
| 1981.  | 8.                    | 7                     | 3                     | 4                     |
| 1983.  | 5.                    | 6                     | 5                     | 1                     |
| 1986.  | 8.                    | 6                     | 2                     | 4                     |
| 1987.  | Није учествовала      | Није учествовала      | Није учествовала      | Није учествовала      |
| 1989.  | 5.                    | 7                     | 4                     | 3                     |
| 1991.  | 6.                    | 8                     | 4                     | 4                     |
| 1993.  | 4.                    | 6                     | 4                     | 2                     |
| 1995.  | 10.                   | 8                     | 5                     | 3                     |
| 1997.  | 8.                    | 7                     | 3                     | 4                     |
| 1999.  | Није се квалификовала | Није се квалификовала | Није се квалификовала | Није се квалификовала |
| 2001.  | Није се квалификовала | Није се квалификовала | Није се квалификовала | Није се квалификовала |
| 2003.  | 5.                    | 7                     | 4                     | 3                     |
| 2005.  | 6                     | 8                     | 4                     | 4                     |
| 2007.  |                       | 8                     | 7                     | 1                     |
| 2009.  |                       | 9                     | 9                     | 0                     |
| 2011.  | 5.                    | 9                     | 8                     | 1                     |
| 2013.  |                       | 9                     | 9                     | 0                     |
| 2015.  |                       | 9                     | 7                     | 2                     |
| 2017.  |                       | 6                     | 5                     | 1                     |
| Укупно | 3 x 1 x 1 x           | 130                   | 87                    | 43                    |